# Sekra aquatica
Sekra aquatica là một loài Rêu trong họ Pottiaceae. Loài này được (Hedw.) Lindb. miêu tả khoa học đầu tiên năm 1883.